# Puget Sound Naval Shipyard and Intermediate Maintenance Facility

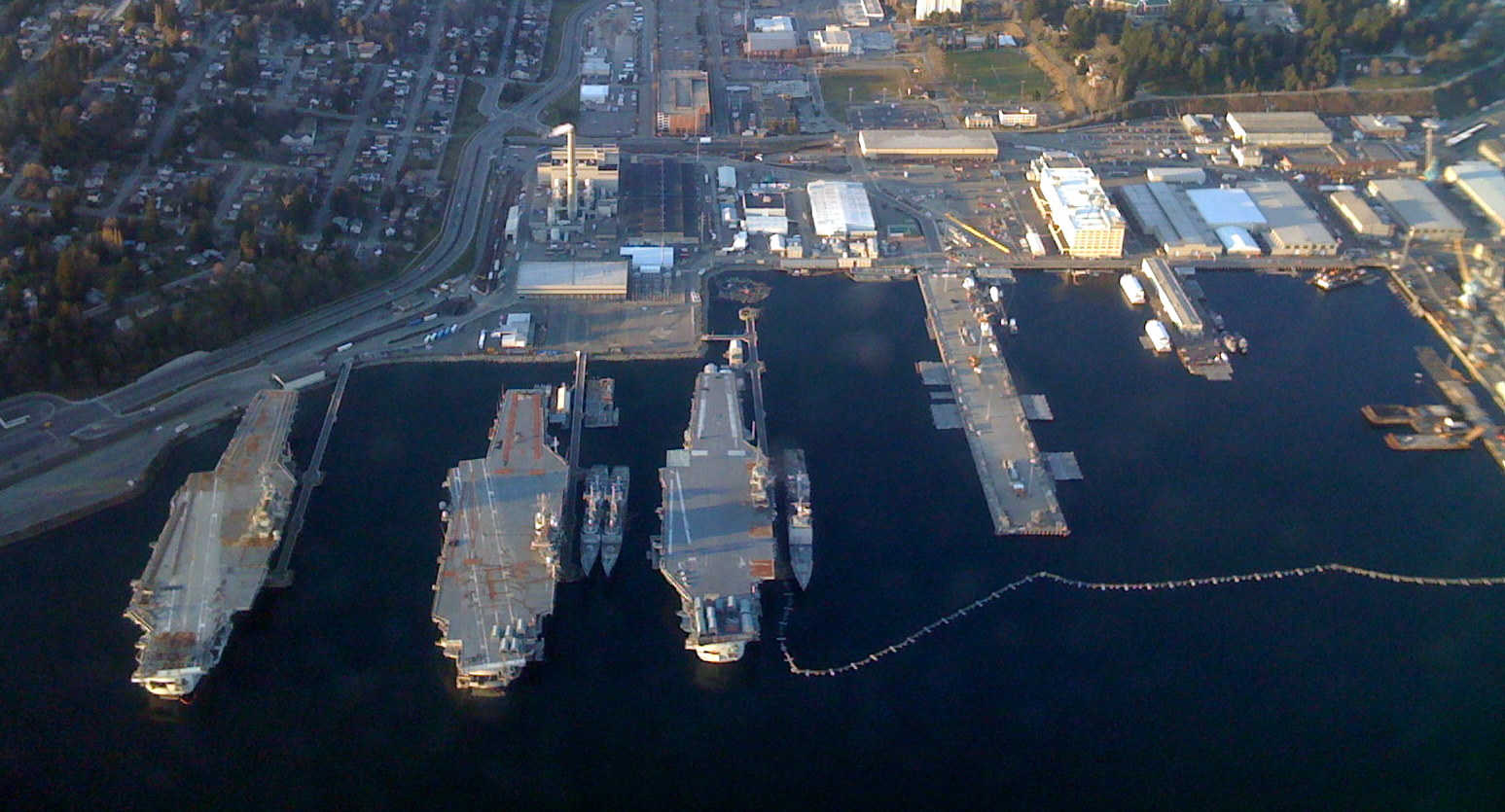
Puget Sound Naval Shipyard: przy pirsach wycofane ze służby lotniskowce „Independence”, „Constellation” i „Ranger”

Puget Sound Naval Shipyard and Intermediate Maintenance Facility – amerykańska państwowa stocznia marynarki wojennej Stanów Zjednoczonych w Bremerton nad zatoką Puget, w Bremerton w stanie Waszyngton. Stocznia stanowi własność Dowództwa Systemów Morskich (Naval Sea Systems Command) US Navy.